# 豨莶属
豨莶属（学名：Siegesbeckia）是菊科下的一个属，为一年生草本植物。该属共有5种，分布于热带和温带地区。

## 物种
本属包括以下物种：
- 毛梗豨莶 Sigesbeckia glabrescens
- 豨莶 Sigesbeckia orientalis
- 腺梗豨莶 Sigesbeckia pubescens